# محمدنعیم
محمدنعیم می‌تواند به افراد زیر اشاره کند:
- محمد نعیم وردک، از سخنگویان فعلی طالبان در دفتر قطر
- محمد نعیم بلوچ، سیاست‌مدار اهل افغانستان و والی اسبق ولایت هلمند
- محمد نعیم فراهی، سیاست‌مدار افغانستانی و نماینده مردم فراه در دوره پانزدهم مجلس نمایندگان افغانستان
- محمدنعیم رحیمی، بازیکن فوتبال اهل افغانستان
- محمدنعیم امینی فرد، سیاستمدار ایرانی و نمایندهٔ مجلس دهم